# Såsom i en spegel
Såsom i en spegel (en català seria "Com en un mirall") és una pel·lícula sueca dirigida per Ingmar Bergman, estrenada el 1961.

## Argument
Karin surt de l'hospital psiquiàtric. El seu pare, el seu germà i el seu marit, metge, li fan companyia en la seva estada en una aïllada illa. Això no obstant, l'esquizofrènia incurable de la qual és víctima la rosega progressivament per dintre. La seva sacsejada vida pateix la crisi del deliri tremens i els seus períodes de remissions s'escurcen progressivament mentre el seu cercle familiar accepta impotent la impossibilitat d'alleugerir-la del seu mal.

## Repartiment
- Harriet Andersson: Karin
- Gunnar Björnstrand: David
- Max von Sydow: Martin
- Lars Passgård: Fredrik

## Guardons
Els anys 1962 i 1963 la pel·lícula va obtenir diversos premis:

### Premis
- Oscar a la millor pel·lícula de parla no anglesa per Ingmar Bergman
- Globus d'Or a la millor pel·lícula estrangera

### Nominacions
- Oscar al millor guió original per Ingmar Bergman
- BAFTA a la millor pel·lícula
- BAFTA a la millor actriu per Harriet Andersson
- Os d'Or a la Berlinale per Ingmar Bergman